# Тричі Герої Соціалістичної Праці
Всього за час існування можливості третього нагородження золотою медаллю «Серп і Молот» було проведено 16 таких нагороджень.
Тричі Герої Соціалістичної Праці
1. Александров Анатолій Петрович
2. Ванников Борис Львович
3. Духов Микола Леонідович
4. Зельдович Яків Борисович
5. Іллюшин Сергій Володимирович
6. Келдиш Мстислав Всеволодович
7. Кунаєв Дінмухамед Ахмедович
8. Курчатов Ігор Васильович
9. Сахаров Андрій Дмитрович (позбавлений усіх нагород)
10. Славський Юхим Павлович
11. Туполєв Андрій Миколайович
12. Турсункулов Хамракул
13. Харитон Юлій Борисович
14. Хрущов Микита Сергійович
15. Черненко Костянтин Устинович
16. Щолкін Кирило Іванович